# Christian II d'Oldenbourg
Pour les articles homonymes, voir Christian II.
Christian II (mort en 1233) est comte d'Oldenbourg de 1209 à sa mort.

## Biographie
Christian II est le fils du comte Maurice Ier et de son épouse Salomé de Wickrath. Après la mort de son père, il devient comte conjointement avec son frère cadet Othon.

## Mariage et descendance
Christian II et son épouse Agnès d'Altena ont deux enfants :
- Jean Ier, comte d'Oldenbourg ;
- Othon, abbé à Brême et à Rastede.